# Liste des municipalités du Querétaro

Armoiries de l'État de Querétaro

L'État de Querétaro est divisé en 18 municipalités. La capitale est Santiago de Querétaro.

## Liste des municipalités et des codes INEGI associés
Le code INEGI complet de la municipalité comprend le code de l'État - 22 - suivi du code de la municipalité. Exemple : Querétaro = 22014. Chaque municipalité comprend plusieurs localités. Ainsi, pour le chef-lieu de la municipalité de Querétaro, la ville de Santiago de Querétaro : 220140001.

État de Querétaro

Municipalités du Querétaro

| Code INEGI | Municipalité        | Chef-lieu de la municipalité | Date de création | Population (2010) | Superficie (km²) |
| ---------- | ------------------- | ---------------------------- | ---------------- | ----------------- | ---------------- |
| 001        | Amealco de Bonfil   | Amealco                      | 1824             | 62 197            | 710,90           |
| 002        | Pinal de Amoles     | Pinal de Amoles              | 1932             | 27 093            | 711,97           |
| 003        | Arroyo Seco         | Arroyo Seco                  | 1932             | 12 910            | 726,89           |
| 004        | Cadereyta de Montes | Cadereyta                    | 1824             | 64 183            | 1349,98          |
| 005        | Colón               | Colón                        | 1923             | 58 171            | 810,39           |
| 006        | Corregidora         | El Pueblito                  | 1931             | 143 073           | 234,35           |
| 007        | Ezequiel Montes     | Ezequiel Montes              | 1941             | 38 123            | 300,56           |
| 008        | Huimilpan           | Huimilpan                    | 1941             | 35 554            | 388,31           |
| 009        | Jalpan de Serra     | Jalpan de Serra              | 1824             | 25 550            | 1189,76          |
| 010        | Landa de Matamoros  | Landa de Matamoros           | 1941             | 19 929            | 719,15           |
| 011        | El Marqués          | La Cañada                    | 1941             | 116 458           | 687,58           |
| 012        | Pedro Escobedo      | Pedro Escobedo               | 1941             | 63 966            | 323,27           |
| 013        | Peñamiller          | Peñamiller                   | 1941             | 18 441            | 704,83           |
| 014        | Querétaro           | Santiago de Querétaro        | 1824             | 801 940           | 740,93           |
| 015        | San Joaquín         | San Joaquín                  | 1941             | 8 865             | 277,41           |
| 016        | San Juan del Río    | San Juan del Río             | 1824             | 241 699           | 766,94           |
| 017        | Tequisquiapan       | Tequisquiapan                | 1931             | 63 413            | 360,06           |
| 018        | Tolimán             | Tolimán                      | 1824             | 26 372            | 680,51           |